# Canoa Bajo
Canoa Bajo es un despoblado peruano ubicado en el distrito de Paramonga, perteneciente a la provincia de Barranca del departamento de Lima, en la costa central del Perú. 

## Ubicación
Canoa Bajo se ubica al noroeste de la provincia de Barranca, en el distrito de Paramonga, en el departamento de Lima.

## Demografía
En 1993 Canoa Bajo tuvo a 5 habitantes, mientras que en 2017 no tuvo a ningún habitante empadronado.
| Gráfica de evolución demográfica de Canoa Bajo entre 1993 y 2017 |
|                                                                  |
| Fuentes: Población 1993 y 2017                                   |